# José Simão
José Simão (São Paulo, 31 de dezembro de 1943) é um jornalista humorístico brasileiro. Tem uma coluna no jornal Folha de S.Paulo, no portal UOL, onde tem um site oficial com os seus conhecidos programas Monkey News e Ondas Latinas, apresentou a coluna Buemba!, Buemba!, na rádio BandNews FM até se aposentar em 20/12/2.025. Simão se formou no Colégio Rio Branco e, em seguida, iniciou o curso de direito na Faculdade de Direito da Universidade de São Paulo em 1969, porém não o concluiu. Logo depois, viajou para Londres onde teve participação na conceituada BBC.

## Colunas

### Folha de S.Paulo
O jornalista ingressou na Folha de S.Paulo em 1987, após retornar de uma viagem à Inglaterra ao Brasil. Ele assume uma coluna humorística na Folha Ilustrada, inicialmente apenas fazendo comentários satíricos sobre televisão, mas eventualmente expandindo para variedades do noticiário. Na coluna ele se autointitula com um apelido de infância, "Macaco Simão", e usa uma risada onomatopeica ("Rarará!") evocando Noel Rosa. 
O texto das colunas rendeu diversos livros:
- Macaco Simão no Cipó das Onze (Iluminuras, 1989)[5]
- Guia do Llamagate: ou Macaco Simão na República dos Bananas (Iluminuras, 1994), com colunas sobre o Impeachment de Fernando Collor.[5]
- Macaco Simão no tetra (Iluminuras, 1994), sobre a Copa do Mundo FIFA de 1994.[5]
- Nóis Sofre Mas Nóis Goza (Iluminuras, 2000)[5]
- No País da Piada Pronta (Editora do Bispo, 2007), um dicionário com termos de "tucanês" (similar à linguagem prolixa de Fernando Henrique Cardoso e o PSDB), "antitucanês" (o oposto, expressões bastante diretas) e "lulês" (trocadilhos e definições ao pé da letra reminiscentes das declarações de Luiz Inácio Lula da Silva);[6]
- A Esculhambação Geral da República (Agir, 2011), contando a história do Brasil.[7]

### UOL
De 2001 a 2014, o portal Universo Online (também do Grupo Folha), o jornalista manteve a coluna "Monkey News", que no começo era comandado por Simão e Paulo Henrique Amorim. Em vídeos publicados no site, Simão comentava sobre as principais notícias do dia. Ondas Latinas, iniciado em 2000, é o programa em que o jornalista apresenta diversas músicas latinas e com ascendência africana de estilos variados, descrita como uma coluna eclética. Já houve a apresentação de mais de duas mil músicas por Simão. O jornalista também mantém um blog hospedado no portal.

### BandNews FM
Na rádio BandNews FM, José Simão apresentava diariamente Buemba! Buemba!, mais um quadro de humor satírico feito por ele, contando com a participação de jornalistas do quadro matinal da rádio, como Ricardo Boechat (falecido em 2019),  Eduardo Barão, Tatiana Vasconcelos, Luiz Megale, Sheila Magalhães, e Carla Bigatto. Simão sempre o iniciava cantando o "Tango de la macacada", reinterpretado por muitos ouvintes que mandam à rádio novas versões da música. Seu programa tinha personagens característicos, como Gervásio, em que Simão lia avisos de um chefe estressado, e Os Predestinados, em que o jornalista apresentava nomes diferentes e que de alguma forma remetiam à sua profissão de pessoas reais.

### Café com Jornal
De maio a julho, Simão e Boechat participavam do noticiário matinal na Rede Bandeirantes de Televisão, com reprises durante o dia, direto da redação da BandNews FM, ampliando a audiência do jornal.

### Jornal da RedeTV!
Já tinha passado pela Folha de S.Paulo e depois UOL (Universo Online), o jornalista foi contratado em fins de 2011 para ser comentarista também na RedeTV!. Ele devia participar de um telejornal, em que também teria um quadro humorístico, mas nem sequer participou dos noticiários da emissora.